# حور (إب)
حور هي إحدى قرى الجمهورية اليمنية. تتبع جغرافيا لمحافظة إب وإداريًا لمديرية العدين. يبلغ تعداد سكانها 2952 نسمة حسب الإحصاء الذي أجري عام 2004.